# 지적장애 소녀 일가족 성폭행 사건
지적장애 소녀 일가족 성폭행 사건은 어릴 적부터 지적장애를 앓아온 소녀를 친할아버지, 아버지, 큰아버지, 작은아버지 2명, 사촌오빠가 성추행하거나 성폭행한 사건을 말한다.

## 전개
이 사건은 2008년 8월 19일 언론을 통하여 기사화되었는데 사건의 내용은 약 10여 년간 어릴 적부터 지적장애를 앓는 소녀를 87세의 친할아버지와 아버지, 57세의 큰아버지 또 각각 42세와 39세인 2명의 작은아버지 그리고 16세의 사촌오빠가 성폭행하거나 성추행을 하였다고 보도되었다.
가해자들 중 일부는 피해자인 지적장애를 앓는 소녀가 임신하지 않도록 피임기구를 사용하였고, 한동네에 살고있던 큰아버지와 작은아버지 2명은 자신들의 집 뿐만 아니라 자동차안과 밭 등에서 수년 동안 수시로 소녀를 성폭행 하거나 성추행한 것으로 밝혀졌다.
함께 살고있는 친할아버지는 소녀에게 폭력까지 일삼아 왔으며, 소녀의 아버지 또한 성폭행에 가담하였으나 공소시효가 지난 것으로 알려졌다.
2008년 11월 20일 청주지법 형사11부 오준근 부장판사는 성폭력 범죄의 처벌 및 피해자 보호 등에 관한 법률 위반 혐의로 구속 기소된 피해자의 큰아버지와 불구속 기소된 친할아버지, 작은아버지 3명에 대하여선 각각 징역 3년에 집행유예 4년을 선고하였고, 피해자의 다른 작은아버지에 대하여선 1년6월에 집행유예 3년을 선고하였다.
그리고 재판부는 판결문에서 아래와 같이 밝혔다.
| “ | 친족 관계에 있는 나이 어린 피해자를 성적 욕구 해소의 수단으로 삼아 번갈아가며 성추행 혹은 성폭행한 피고인들의 범행은 그 자체로 인륜에 반하는 것일뿐만 아니라 피해자가 이들의 성폭력에 장기간 노출됨으로써 씻을 수 없는 정신적 충격을 받은 점을 고려하면 중형이 불가피하다" "그러나 어려운 경제적 형편에도 부모를 대신해 피해자를 키워왔고 피해자의 정신장애 정도에 비춰 앞으로도 가족인 피고인들의 지속적인 관심과 도움이 필요할 것으로 보이는 점, 일부 피고인들이 고령과 지병 등으로 수형 생활을 감내하기 어려운 점 등을 참작해 집행유예를 선고한다" | ” |
|   | — 판결문 중 |   |

또 이 사건으로 일부 가족구성원들은 자살하거나 자살을 시도한 것으로 검찰 조사에서 밝혀졌다.
사건을 기소한 청주지방검찰청은 2008년 11월 24일 가해자들의 양형이 부당하다고 판단하여 항소하기로 하였다.
2009년 3월 19일 대전고등법원 청주재판부 송우철 부장판사는 기소된 일가족 4명에 대한 항소심에서 친할아버지에 대하여서는 건강과 지병 등을 이유 삼아 원심과 같은 징역 3년에 집행유예 4년을 선고 하였고, 58세의 큰아버지와 43세의 작은아버지에게는 징역 3년, 40세의 작은아버지에게는 징역 1년6월을 선고하고 법정 구속하였다.
재판부는 항소심 판결문에서 아래와 같이 밝혔다.
| “ | "피해자가 성폭행ㆍ성추행에 장기 노출되면서 정신적 충격을 받은 것으로 보이며 가족에 대한 소속감을 갖기보다는 이들을 두려움의 대상으로 여기고 있다"면서 "원심이 집행유예를 선고한 것은 형량이 너무 가볍다고 인정돼 죄에 상응하는 추가적 선고가 불가피했다" 고 밝히며 친할아버지에 대하여선 "고령의 나이로 15년 전부터 발기기능을 상실해 성폭행이 불가능하며 피해자를 추행한 적이 없다고 주장하지만 유죄를 인정한 원심의 판단이 정당하고 수긍이 간다"면서 "다만 고령이고 직립생활이 어려운 것은 물론 지병과 병력 등을 감안할 때 원심의 형량이 적정하다" | ” |
|   | — 판결문 중 |   |

2009년 3월 19일 언론의 보도에 따르면 피해 소녀는 장애자녀를 키우는 어머니들이 지원하는 폭력피해아동지원 공동생활가정인 '그룹홈'에서 생활하고 있고, '장애아동 친족성폭력 집행유예 판결 바로잡기 대책위원회' 관계자에 따르면 소녀가 고등학교를 졸업할 때까지 '그룹홈'에 머물도록 할 생각이며 후에는 장애인자립생활센터가 운영하는 '체험홈', '자립홈'으로 옮겨 사회진출 준비를 하게 될 것"이라고 보도되었다.